# Толя-робот
«То́ля-ро́бот» — российская телевизионная социальная комедийная драма Алексея Нужного. Производством сериала занимается компания PREMIER Studios и Droog Drooga Films.
Премьера телесериала состоялась 20 мая 2019 года на канале «ТНТ».
Заключительная серия сериала вышла в эфир 30 мая 2019 года.
В 2019 году права на адаптацию телесериала были проданы американскому подразделению французской телекомпании «Gaumont International Television». Продюсером проекта стал Лоренцо ди Бонавентура.

## История создания
Идею сериала придумали Алексей Нужный и Николай Куликов, когда писали сценарий к фильму «Я худею». К ним позднее присоединились продюсеры Сергей Корнихин и Константин Майер.
Прообразом Толи послужил Ник Вуйчич, австралийский мотивационный оратор, меценат, писатель и певец, рождённый с синдромом тетраамелии.
Съёмки
Дублёром рук исполнителя главной роли на крупных планах был Константин Дебликов — блогер и амбассадор протезного центра «Scoliologic», в 2014 году потерявший кисти рук . Он не только снялся в сериале, но и принял участие в создании рекламной кампании проекта. Именно его ТНТ попросил написать слоган «Ты можешь всё!» на постере сериала, так как для Дебликова это принцип, по которому он живёт каждый день.
Из-за плотного графика актёров сериал снимали в несколько этапов. Съёмки проходили с декабря 2017 года по февраль 2019 года. Всего было 64 съёмочных дня.
Впервые о проекте было объявлено в апреле 2018 года на рынке контента MIPTV в Каннах.
Премьера первой серии состоялась 23 апреля 2019 года в рамках внеконкурсной программы «Первая серия» XXXXI Московского международного кинофестиваля.
Режиссёр Нужный первоначально отказывался снимать сериал и даже заменил свою фамилию на тарелке, которую разбивают по случаю начала съёмок, на интригующее имя «тайна».

## Сюжет
В подмосковном городе Электроугли живёт молодой парень Толя, потерявший обе руки и обе ноги.
Спустя некоторое время до Толи доходит очередь на получение бесплатных бионических протезов, благодаря которым он начинает новую жизнь. Толя вместе со своим другом Ваней организовывает ТСЖ, а также пытается покорить сердце любимой девушки Маши, борется с несправедливостью и помогает людям.

## Персонажи

### В главных ролях
| Актёр                               | Роль                                                                      |
| ----------------------------------- | ------------------------------------------------------------------------- |
| Александр Паль                      | Толя (Анатолий Сергеевич Воробьёв)                                        |
| Азамат Мусагалиев                   | Эльдар Рахманович Алибеков руководитель управляющей компании «Екатерина+» |
| Маргарита Аброськина                | Маша (Мария Васильевна Милашина) возлюбленная Толи, начинающая певица     |
| Фёдор Инсаров (Feduk) (с 3-й серии) | Дэн (Денис Калаников) бывший парень Маши, битмейкер                       |
| Евгений Кулик                       | Ваня (Иван Леонидович Хухарев) друг и сосед Толи                          |
| Валентина Мазунина                  | Люда (Людмила Георгиевна Уткина) сиделка, влюблённая в Толю               |
| Михаил Орлов                        | дядя Паша сосед Толи, председатель совета дома                            |
| Евгений Коряковский                 | Николай Зотов лечащий врач Толи в центре протезирования                   |
| Екатерина Директоренко              | Катерина Сергеевна начальник Маши, владелица ресторана «Понтон»           |
| Елена Валюшкина (со 2-й серии)      | Светлана мама Маши                                                        |
| Сергей Стёпин                       | Игорь сосед Толи по палате в центре протезирования                        |
| Юлия Гришаева                       | Галина Степановна личный помощник Эльдара                                 |

### Приглашённые знаменитости
| Актёр                     | Роль  |
| ------------------------- | ----- |
| Максим Фадеев (8 серия)   | камео |
| Ольга Серябкина (8 серия) | камео |

## Эпизоды
| Сезон | Сезон | Серии         | Период трансляции |
| ----- | ----- | ------------- | ----------------- |
|       | 1     | 1—8 (8 серий) | 20 — 30 мая 2019  |

| № серии | Премьера   | Описание серии |
| ------- | ---------- | --- |
| 1       | 20.05.2019 | Жизнелюбивый и остроумный парень Толя из бедного района когда-то из-за несчастного случая лишился рук и ног. Но вдруг Толя узнаёт, что ему положены бесплатные протезы.                                                                                   |
| 2       | 21.05.2019 | Толя и Ваня хотят починить в доме что-то не очень сложное, чтобы доказать соседям и Маше, что Толя ответственный и полноценный мужчина. Они решают уничтожить ос, которые свили гнездо на чердаке дома.                                                   |
| 3       | 22.05.2019 | Бандиты, которые контролируют бизнес по вызову мусора, прессуют Эльдара — он давно не платит. Эльдар оправдывается: местный активист Толя отобрал у него дом. И бандиты решают избавиться от Толи.                                                        |
| 4       | 23.05.2019 | Ваня уверен, что Эльдар хотел избавиться от Толи, потому что их старый разваливающийся дом — золотое дно. Но Толя не верит в это. И Ваня решает найти «крота» в компании Эльдара…                                                                         |
| 5       | 27.05.2019 | Галина рассказывает Толе и Ване о том, что скоро мэрия проводит конкурс по распределению денег на капитальный ремонт ветхого жилья. и Толя решает подать заявку на этот конкурс. Но и Эльдар рассчитывает получить деньги на ремонт дома Толи и Вани.     |
| 6       | 28.05.2019 | Эльдар предлагает Галине стать генеральным директором новой компании и подать заявку на конкурс от её имени. Галина сомневается: ей не хочется участвовать в коррупционных схемах Эльдара. Эльдар начинает подозревать, что у неё сговор с Ваней и Толей. |
| 7       | 29.05.2019 | Эльдар узнаёт про Толин список проблем с подписями жильцов и заставляет Ваню выкрасть этот документ. В это же время Толе сообщают, что его не могут допустить до конкурса.                                                                                |
| 8       | 30.05.2019 | Ваня признаётся Толе, что украл список, и надеется на понимание. Но Толя считает его предателем и разрывает дружбу. |

## Мнения о сериале
Сериал получил положительные оценки телекритиков и журналистов.
- Егор Москвитин, Meduza:

Возможно, главный российский сериал этого сезона — жизнеутверждающая комедийная драма про инвалида со стальным характером...  в сценарии много хороших и даже афористичных шуток, актёры же энергично доводят их до адресатов.
- Илона Егиазарова, «Вокруг ТВ»:

Социальные проекты — редкость на нашем телевидении. Сделать сериал одновременно важный, нужный и весёлый, не пафосный, ой как трудно. Похоже, команде ТНТ это удалось.
- Сергей Ефимов, «Комсомольская правда»:

Благодаря острой иронии авторам удалось избежать пошлой интонации о "подвиге современного Маресьева". Толя-робот — человек, он также сомневается в себе и у него тоже опускаются руки, даже если они бионические, но между "жить" и "не жить" он выбирает первое.
- Маша Токмашева, Кино-театр.ру:

Если в «Я худею» говорили о принятии себя и том, что лишний вес – это не страшно, страшнее неустроенность в голове, а в «Звоните ДиКаприо!» тема СПИДа и ВИЧ была загримирована известностью, то в «Толе-роботе» учат в первую очередь правильно вести себя с людьми с инвалидностью. И в данном случае "правильно" — это просто нормально.
- Екатерина Комарова, Russia Today:

Перед нами действительно "история не о том, чего ты не можешь, а о том, на что ты способен, если любишь". Посыл очевиден и напоминает нам простую истину: человек — творец своего счастья. И чтобы его достичь, нужно не отчаиваться, а пытаться изменить мир, начав с себя и своего двора.